# Jaxson Dart
Jaxson Chase Dart (Kaysville, 13 maggio 2003) è un giocatore di football americano statunitense che milita nel ruolo di quarterback per i New York Giants della National Football League (NFL).

## Carriera universitaria

### USC
Jaxson Dart competé per essere il quarterback di riserva di Kedon Slovis nel suo primo anno a USC nel 2021. Durante l'annuale partita primaverile impressionò lo staff degli allenatori con la forza del suo braccio e la sua mobilità. Nella giocata finale della partita passò un touchdown all'altro debuttante Michael Jackson III, che fece una ricezione a una mano.
Il 18 settembre Dart entrò nella partita contro Washington State nel secondo drive della gara, sostituendo l'infortunato Kedon Slovis. USC stava disputando la prima partita dopo il licenziamento dell'allenatore Clay Helton. Dart entrò in campo e subì un intercetto nel suo primo drive. Si riprese però passando un touchdown da 38 yard nel finale del primo tempo. Chiuse con 30 passaggi completati su 46 per 391 yard, 4 touchdown e 2 intercetti. I Trojans batterono i Cougars 42–14. Quelle 391 yard passate furono il massimo della storia per un giocatore di USC al suo debutto, superando il primato di JT Daniels di 282 nel 2018.
Il 20 novembre Dart disputò la sua prima gara come titolare contro UCLA.

### Ole Miss
Dopo la stagione 2021, Lincoln Riley fu assunto come capo-allenatore di USC. Tra le voci che prevedevano che il quarterback di Oklahoma Caleb Williams avrebbe seguito Riley a USC, Dart optò per cambiare istituto. Dart e il compagno a USC Michael Trigg si iscrissero alla fine a Ole Miss, dove Dart divenne il quarterback titolare del capo-allenatore Lane Kiffin. Nella prima stagione con i Rebels ebbe un record come titolare di 7-5, con 2.974 yard passate, 20 touchdown e 11 intercetti. L'anno seguente più che dimezzò il numero di intercetti subiti mentre nel 2024 vi fu la sua miglior stagione, terminando con un record come titolare di 10-3, 29 touchdown e 6 intercetti, venendo inserito nella formazione ideale della Southeastern Conference.

## Carriera professionistica

### New York Giants
Dart era considerato uno dei migliori quarterback selezionabili nel Draft NFL 2025. Il 25 aprile fu chiamato come 25º assoluto dai New York Giants.